# Johnny Aitken

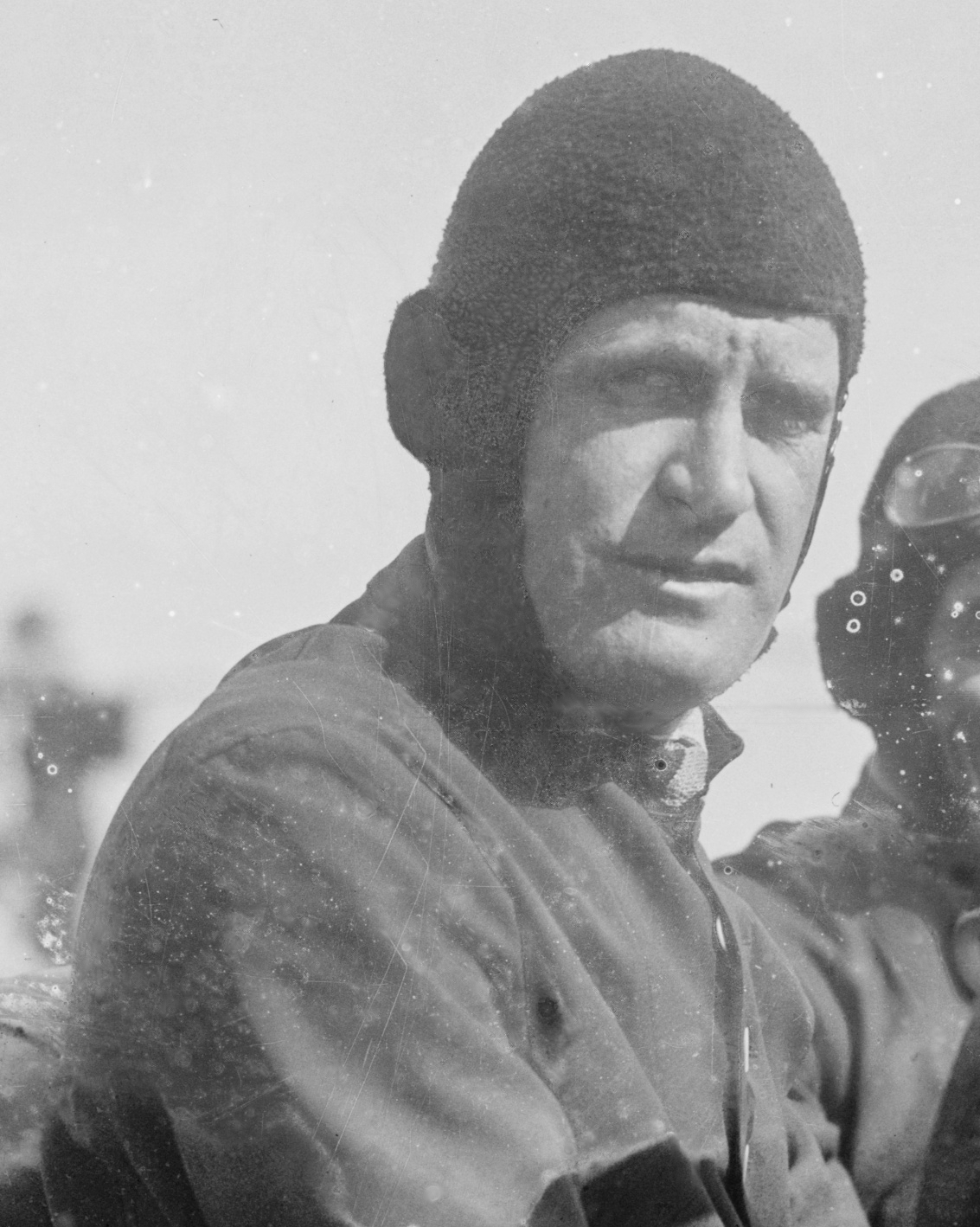
Johnny Aitken 1910

John Donald „Johnny“ Aitken (* 3. Mai 1885 in Indianapolis; † 15. Oktober 1918) war ein US-amerikanischer Automobilrennfahrer.

## Karriere
Johnny Aitken hat auf dem Indianapolis Motor Speedway mehr Rennen gewonnen als jeder andere Fahrer. Dies waren aber keine Siege im Indianapolis 500. Er gewann zwölf Rennen in den Jahren 1909 und 1910. Am 9. September 1916 wurden drei kleinere Rennen in Indianapolis ausgetragen, die als „Harvest Classic“ bezeichnet wurden. Es handelte sich um ein 20-Meilen-, ein 50-Meilen- und ein 100-Meilen-Rennen. Mit einem Peugeot gewann Aitken alle drei Rennen. Nur in den Jahren 1911 und 1916 trat er bei den 500 Meilen von Indianapolis an. Beide Male fiel er aus, 1916 startete er von der Pole-Position.